# Коццарелли, Гвидоччо

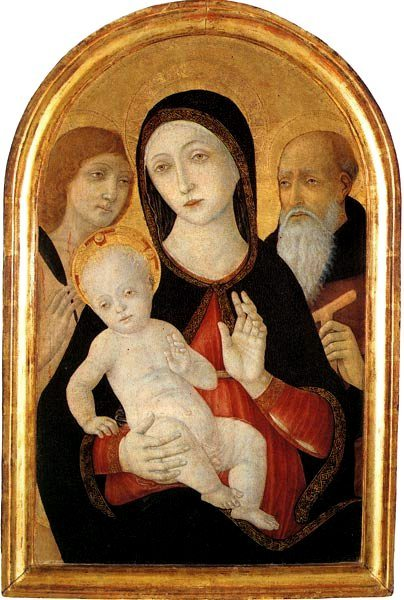
Гвидоччо Коццарелли. Мадонна с Младенцем, св. Себастьяном и св. Антонием-аббатом. 1475-1480. Церковь Сан- Джованни Баттиста, Совичилле

Гвидоччо Коццарелли, также Гвидоччо ди Джованни ди Марко Коццарелли (итал. Guidoccio Cozzarelli; 1450, Сиена — 1517, Сиена) — итальянский живописец эпохи Возрождения периода кватроченто сиенской школы. 
Коццарелли принадлежит к тем сиенским художникам, творчество которых изучено недостаточно полно. Ранее часть произведений Гвидоччо приписывалась его учителю Маттео ди Джованни, однако сейчас, благодаря новым техническим и визуальным исследованиям его работы делят с Пьетро Ориоли. Объясняется эта путаница тем, что оба художника, Коццарелли и Ориоли, долго работали в мастерской Маттео ди Джованни, и это наложило сильный отпечаток на их творчество, особенно раннее.
В мастерской Маттео Гвидоччо Коццарелли работал с 1470 по 1483 год. Он брался за самые разные работы — писал алтарные картины, традиционные изображения «Мадонны с младенцем и святыми», занимался книжной миниатюрой, расписывал таволетта и кассоне. В 1481-83 годах он выкладывал мрамором пол сиенского собора, изобразив в технике интарсии «Ливийскую сивиллу».

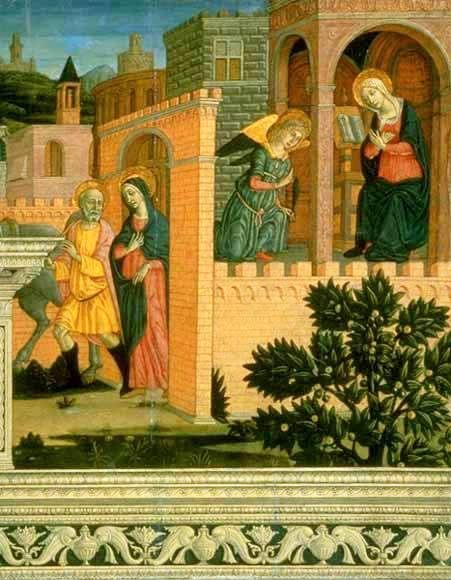
Гвидоччо Коццарелли. Благовещение и Путешествие в Вифлеем. 1480-90 гг. Майами, музей Университета.

Кроме Коццарелли в этих работах принимал участие Маттео ди Джованни (Самианская сивилла), Нероччо де Ланди (Геллеспонтская сивилла) и Бенвенуто ди Джованни (Альбунейская сивилла).
В его творчестве, подобно тому, как это было у большинства сиенских мастеров конца XV — начала XVI века, ощущается отход от сиенской традиции, в частности, можно обнаружить влияние умбрийской живописи и Пьеро делла Франческа, связь с искусством которого очевидна в склонности Гвидоччо к изображению открытого неба и широкой пейзажной панорамы. Это видно уже в одной из самых ранних его картин «Крещение Христа со св. Иеронимом и св. Бернардином» (1470 г. Синалунга, ц. Сан Бернардино).

Большинство хранящихся в различных музеях и частных коллекциях произведений Коццарелли представляют собой отдельные части от алтарей: пределлы — «Сцены из жизни Марии» (Буоноконвенто, музей религиозного искусства). «Оплакивание Христа» (Альтенбург, музей Линденау), детали или створки алтарей — «Святые Лючия и Агата» (ок. 1480 г. Частное собрание), «Св. Винцент Феррарский» и «Св. Августин» (ок. 1500 г., Альтенбург, музей Линденау), либо это деревянные панно с античными темами, снятые с кассоне — «Легенда Клоэлии» (Нью-Йорк, музей Метрополитен), «Возвращение Одиссея» — (Экуэль, музей искусства Ренессанса), «Тарквиний и Лукреция» (там же).

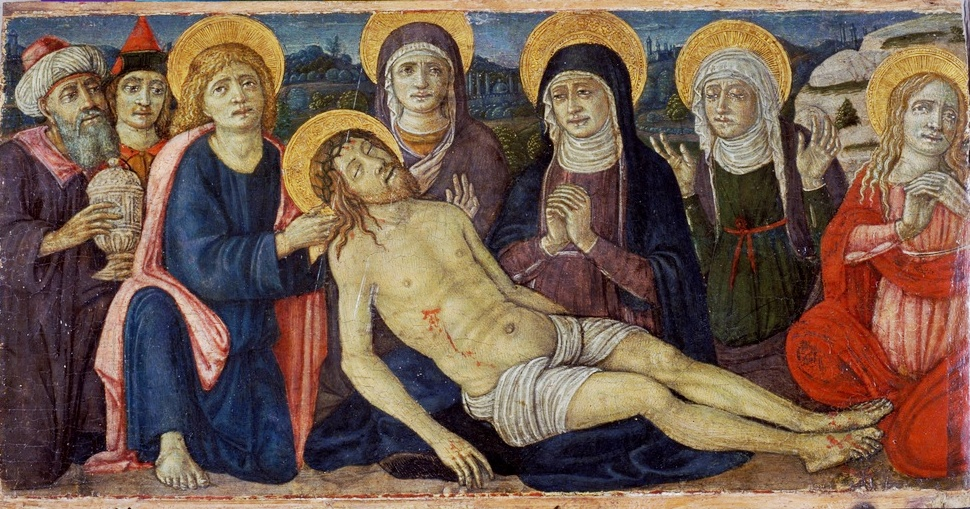
Гвидоччо Коццарелли. Оплакивание. ок. 1500 г. Альтенбург, музей Линденау.

 К таким несамостоятельным произведениям относятся также «Крещение Христа» (1486 г. Москва, ГМИИ им. Пушкина), «Благовещенье и Путешествие в Вифлеем» (1480-90 гг. Майами, музей Университета). Точно установленной хронологии творчества Гвидоччо Коццарелли не существует, поэтому датировка его работ носит по большей части приблизительный характер. Известны по меньшей мере две таволетта, которые расписал Гвидоччо, (обе хранятся в Государственном архиве Сиены), а также иллюстрированный им по заказу сиенского собора «Антифонарь», который сегодня находится в сиенской Библиотеке Пикколомини.